# 勐海大叶茶

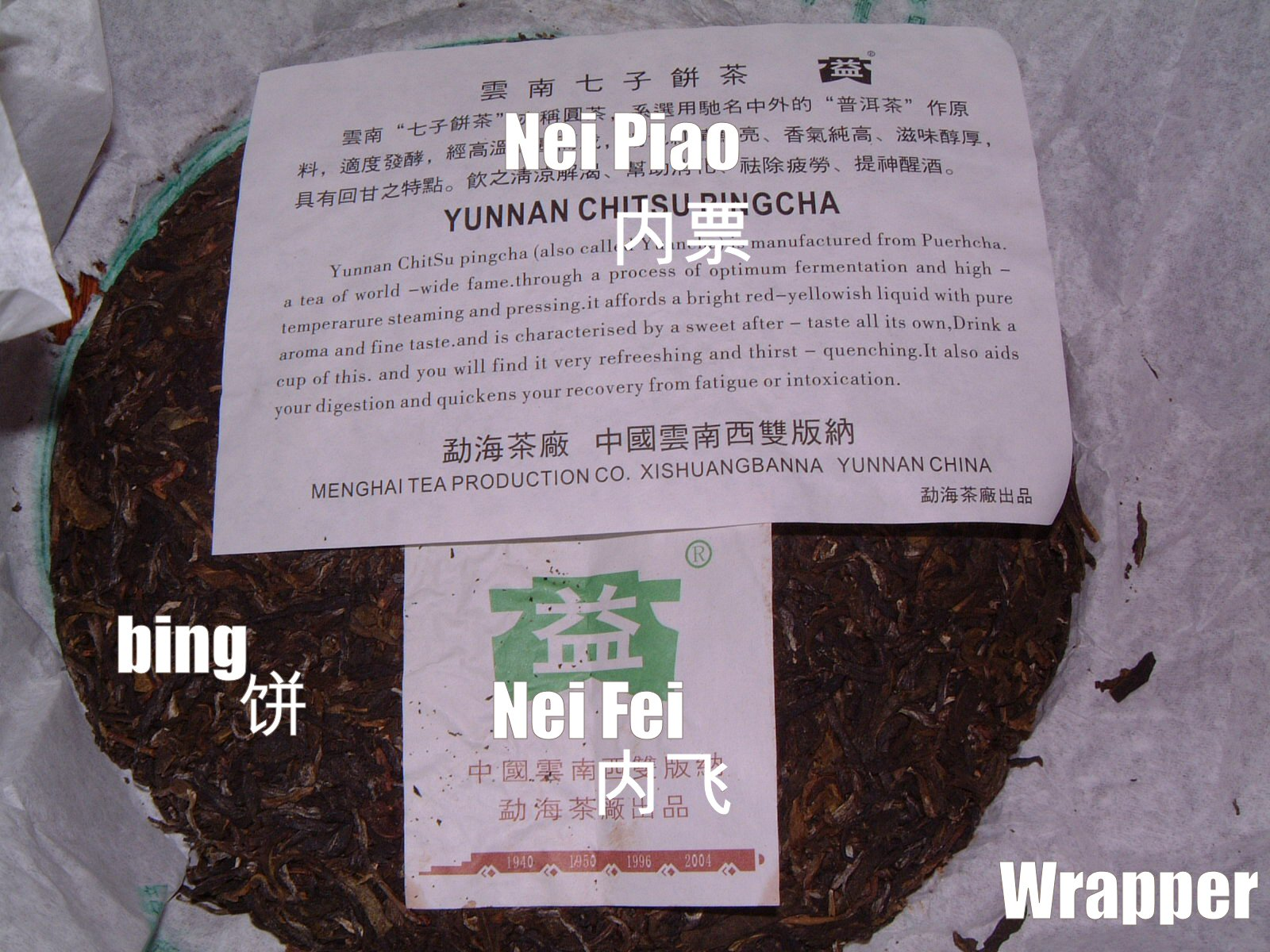
勐海大叶茶制成的云南七子饼茶，勐海茶厂生产

勐海大叶茶（拉丁語：Camellia sinensis var. assamica cv. Menghai-dayecha），又称南蛮茶、佛海茶，是原产中国云南省勐海县南糯山的一个大叶茶品种、中国国家级良种。

## 特点
勐海大叶茶为乔木型、大叶类、早生种。二倍体。原产地为勐海县南糯山，主要分布在云南南部。四川、广西、贵州、广东等地区有大面积种植。其植株髙大、主干明显，叶片较大、呈长椭圆或椭圆形。春茶开采期在3月上旬，一芽三叶盛期在3月中旬。适合制作红茶、绿茶和普洱茶。1985年全国农作物品种审定委员会认定为国家品种（编号GS13014-1985）。